# Gulisathenahalli, Holenarsipur
Gulisathenahalli là một làng thuộc tehsil Hole Narsipur, huyện Hassan, bang Karnataka, Ấn Độ.